# تشن تانغ جي
تشن تانغ جي (بالملايوية: Chen Tang Jie) هو لاعب كرة الريشة ماليزي، ولد في 5 يناير 1998 في ماليزيا.

## وصلات خارجية
- تشن تانغ جي على موقع BWF.tournamentsoftware.com (الإنجليزية)
- تشن تانغ جي على موقع BWFbadminton.com (الإنجليزية)
- تشن تانغ جي على موقع اللجنة الأولمبية الدولية (الإنجليزية)